# Резня в Кисуфиме
7 октября 2023 года на праздник Симхат Тора боевики терористической группировки ХАМАС напали на кибуц Кисуфим недалеко от южной части сектора Газа в рамках внезапного нападения на Израиль и устроили резню. В результате резни были убиты по меньшей мере 8 жителей кибуца, кроме этого были убиты 6 тайских рабочих и по меньшей мере 4 были похищены в Газу. Во время освобождения было убито восемь солдат Армии обороны Израиля.

## Предыстория
Кибуц Кисуфим был основан молодёжью из США и Южной Америки в 1951 году. Кисуфим должен был помочь защитить южную границу Израиля от палестинских проникновений. Экономика кибуца опирается на молочное животноводство и птицеводство, цитрусовые рощи и сады авокадо. В первые десятилетия после основания кибуца в нём работал завод по производству оправ очков. Близлежащий контрольно-пропускной пункт Кисуфим, ведущий в сектор Газа, был основным маршрутом движения в поселенческий блок Гуш-Катиф до ухода Израиля из сектора Газа в 2005 году.
Утром 7 октября 2023 года ХАМАС предпринял внезапную атаку на Израиль. Под прикрытием обстрела Израиля тысячами ракет 2500 террористов проникли с земли, моря и по воздуху в израильские поселения и на военные объекты. Террористы вступили в перестрелки с небольшим количеством сил безопасности и продвинулись к поселениям, где расстреляли мирных жителей и похитили в сектор Газа по меньшей мере 150 человек, включая женщин, стариков и младенцев.

## Резня
7 октября 2023 года десятки палестинских террористов, принадлежащих к военному крылу террористической организации ХАМАС, вошли в кибуц Кисуфим. Они устроили резню в кибуце и убили по меньшей мере восемь его членов, а также шесть тайских рабочих. Четыре члена кибуца были похищены, а зданиям кибуца был нанесён серьёзный ущерб. В субботу вечером остатки жителей кибуца были эвакуированы в отель на Мёртвом море.
Во вторник Реувен Хейник из Ашкелона, управляющий молочной фермой кибуца, попросил у армии разрешения войти на молочную ферму кибуца, чтобы накормить коров, которые не получали еды и воды около 60 часов. В доильном зале его убил скрывавшийся на месте террорист.
Одной из жертв, Джине Семиатич, было 90 лет. Старушку вытащили из бомбоубежища и убили выстрелом в голову в её собственной гостиной.

## Отражение атаки и эвакуация жителей кибуца
Для отражения атаки в кибуц был введён 51-й батальон Голани, который вступил в бой, продлившийся несколько часов. Ближе к вечеру солдаты начали эвакуацию выживших жителей кибуца, застрявших в своих домах. В бою погибли восемь солдат взвода.

## Память
7 ноября 2023 года по всему Израилю был объявлен «День гражданского траура».